# Listă de cartiere din Bacău
Aceasta este lista cartierelor din Bacău.

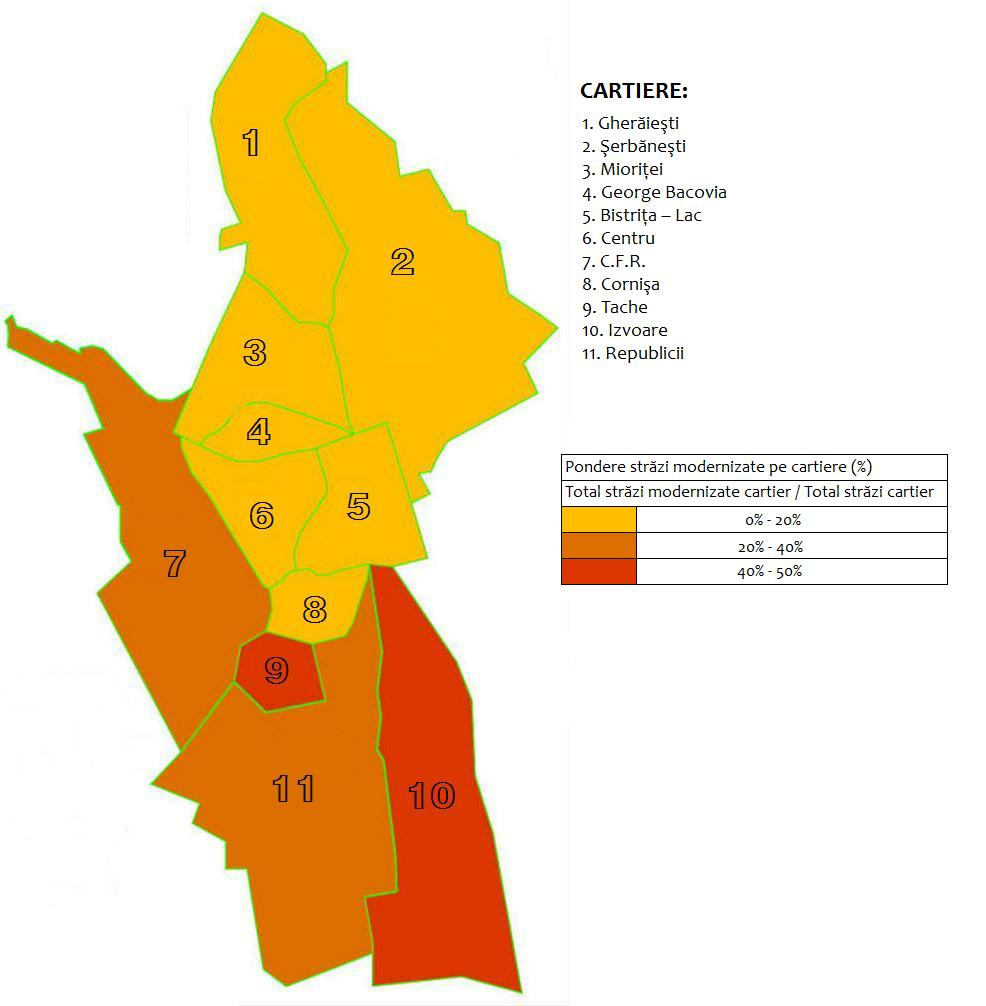
Dispunerea Cartierelor din Bacău

- Gherăiești
- Șerbănești
- Mioriței
- George Bacovia
- Bistrița-Lac
- Centru
- C.F.R.
- Cornișa
- Tache
- Izvoare
- Republicii